# Championnat des Philippines féminin de football
Le championnat des Philippines féminin de football est une compétition féminine de football opposant les meilleures équipes des Philippines.

## Palmarès
| Édition        | Champion                                                     | Deuxième                                                     | Troisième                                                    |
| -------------- | ------------------------------------------------------------ | ------------------------------------------------------------ | ------------------------------------------------------------ |
| 2016-2017      | De La Salle University                                       | University of Santo Thomas                                   | Far Eastern University                                       |
| 2018           | De La Salle University                                       | University of Santo Thomas                                   | Far Eastern University                                       |
| 2019-2020      | De La Salle University                                       | Far Eastern University                                       | University of Santo Thomas                                   |
| de 2020 à 2022 | Compétition non disputée à cause de la pandémie de covid-19. | Compétition non disputée à cause de la pandémie de covid-19. | Compétition non disputée à cause de la pandémie de covid-19. |
| 2023           | Kaya FC                                                      | Manilla Digger                                               |                                                              |
| 2025           | Kaya FC                                                      | Stallion Laguna                                              |                                                              |